# Kernel-Modul
Als Kernel-Modul, Kernel-Erweiterungsmodul, oder Kernel-Erweiterung (englisch kernel module, kernel extension module, kernel extension) wird eine ergänzende Softwareeinheit bezeichnet, die ein laufender Kernel (Betriebssystem) während der Laufzeit und ohne Neustart laden kann. Kernel-Module erweitern die Fähigkeiten des Kernels, etwa indem Treiber, Dateisysteme, Systemaufrufe und andere Schnittstellen ergänzt werden, die der Kernel zunächst nicht umfasst.
Das Laden kann beim Initialisieren des Systems erfolgen oder auch erst dann wenn tatsächlicher Bedarf besteht – beim Anschließen eines Gerätes oder wenn bestimmte Funktionen aufgerufen werden – und wieder entladen, sobald es nicht mehr benötigt wird. Das wird als dynamisches Laden (englisch dynamic load) bezeichnet.

## Nutzen
Die Möglichkeit, die Kernel-Fähigkeiten zu erweitern, reduziert die Notwendigkeit, den Kernel anpassen und neu kompilieren zu müssen und reduziert zudem sonst notwendige Neustarts.
Moderne Betriebssysteme sollen in der Regel auf und mit unterschiedlichen Computer- und Peripherie-Geräten funktionieren und liefern dementsprechend Treiber für unterschiedliche Komponenten von Computern, Erweiterungskarten und Peripheriegeräte mit. Kernel-Module ermöglichen es, dass nur die benötigten Treiber für die tatsächlich vorhandene Hardware in den Arbeitsspeicher geladen werden und deren Funktionen nicht statisch im Kernel mitgeliefert werden muss. Die Umsetzung als zuladbares Erweiterungsmodul macht es außerdem möglich, dass zusätzliche Funktionserweiterungen von Drittanbietern genutzt werden können, z. B. als Gerätetreiber für deren Hardware oder ein weiteres Dateisystem, das von unabhängigen Entwicklern bereitgestellt wird.
Durch Plug & Play werden die entsprechenden Kernel-Module normalerweise automatisch vom Kernel angefordert, wenn die entsprechende Hardware gefunden wurde. Dazu registriert das Modul in einer vom Kernel verwalteten Liste alle Geräte, für die es zuständig ist, sodass der Kernel es findet und laden kann, wenn es benötigt wird. Bei sehr alten Geräten (z. B. ISA-Erweiterungskarten) oder wenn dies aus anderen Gründen nicht automatisch möglich ist, kann ein Erweiterungsmodul auch per Startkonfiguration oder mittels Programmen zur Erkennung (z. B. der Hardware, oder auch eines benötigten Dateisystems) abermals automatisch geladen werden, oder aber das Laden wird vom Anwender selbst angestoßen. Als Kernel-Modul kann ein Treiber zudem im laufenden Betrieb aktualisiert werden, indem es zuerst entladen und danach dessen neuere Version wieder geladen wird.

## Kernel-Module bei Linux-Distributionen
Obwohl Linux ein monolithischer Kernel ist, umfasst er auch eine Schnittstelle, um zuladbare Kernel-Module hinzuladen zu können (englisch loadable kernel modules, kurz LKM). Kernel-Module sind Dateien, die Objektcode enthalten (Objektdateien). Sie werden üblicherweise unter /usr/lib/modules/$(uname -r)/ abgelegt und tragen die Dateinamenserweiterung .ko (englisch kernel object; bis Kernel-Version 2.4 war .o die Dateinamenserweiterung). Geladene Kernel-Module können u. a. mit dem Befehl lsmod aufgelistet werden.

## Kernel-Module bei FreeBSD
Mit FreeBSD 3.0 wurde eine sogenannte dynamic kernel linker facility eingeführt (kurz: kld; etwa ‚dynamische Kernelverknüpfungseinrichtung‘), die die bisherige LKM facility ablöste. Erweiterungen liegen hier im Verzeichnis /boot/kernel/. Die wichtigsten Befehle diesbezüglich sind kldload(8), kldunload(8) und kldstat(8).

## Kernel-Erweiterungen bei macOS, iOS & Co.
Eine Kernel-Erweiterung (englisch kernel extensions) für XNU, den Kernel von Darwin, die Basis von macOS und iOS sowie Apples anderen Betriebssystemen, wird bei Bedarf geladen. Sie liegen im Verzeichnis /System/Library/Extensions/ und haben .kext als Dateinamenserweiterung.
Aus Sicherheitsgründen wurde diese Möglichkeit für Drittanbieter verworfen und gänzlich ersetzt. Während eine Kernel-Erweiterung im Kernelmodus läuft, laufen die mit macOS Catalina 10.15 eingeführten System-Erweiterungen (englisch system extensions) im Benutzermodus und haben so beispielsweise keinen direkten Zugriff auf Hardware.